# داناس پوزنیاکاس
داناس پوزنیاکاس (انگلیسی: Danas Pozniakas؛ ۱۹ اکتبر ۱۹۳۹ – ۴ فوریه ۲۰۰۵) بوکسور اهل اتحاد جماهیر شوروی سوسیالیستی بود.
وی در مسابقات کشوری و بین‌المللی در مجموع برندهٔ ۴ مدال طلا، ۱ مدال نقره شده‌است.